# Gnosjö (comuna)
Gnosjö (em sueco: Gnosjö kommun;  PRONÚNCIA) é uma comuna da Suécia localizada no condado de Jönköping. Sua capital é a cidade de Gnosjö. Possui 421 quilômetros quadrados e segundo censo de 2022, havia 9 438 habitantes.